# Synaldis blantoni
Synaldis blantoni är en stekelart som beskrevs av Fischer 1967. Synaldis blantoni ingår i släktet Synaldis och familjen bracksteklar. Inga underarter finns listade i Catalogue of Life.